# رباط منستیر
رباط منستیر (به عربی: رباط المنستیر) یک سازه دفاعی اسلامی، واقع در المنستیر تونس است. این بنا قدیمی‌ترین رباط است که توسط فاتحان عرب، در زمان فتح مغرب توسط مسلمانان ساخته شده‌است. همچنین برجسته‌ترین بنای تاریخی شهر مونستیر است.

## تاریخ و معماری

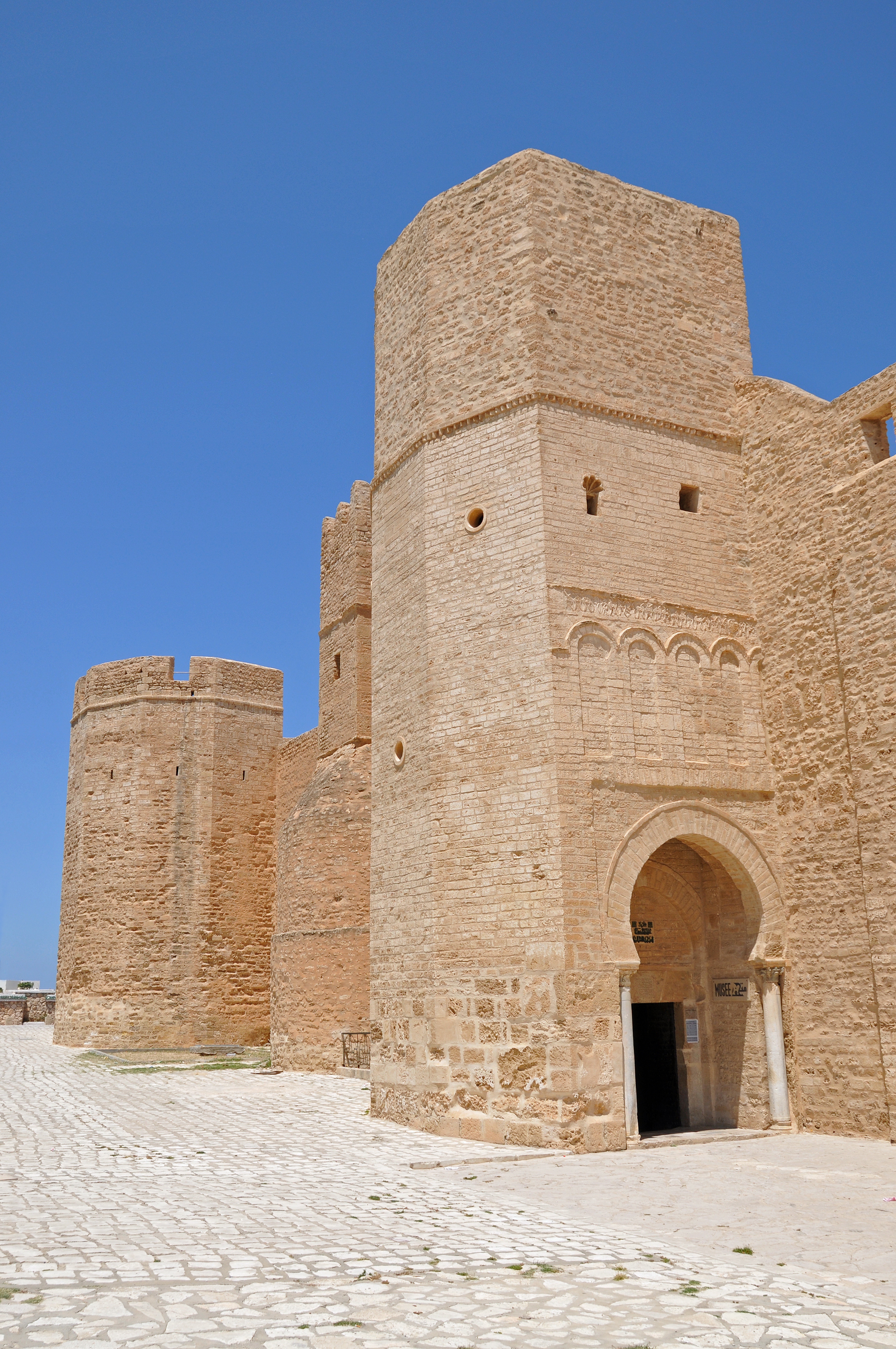
دروازه جنوب غربی

این بنا که در سال ۷۹۶ توسط رهبر عباسی و فرماندار ایفرقیه، هرثمه بن اعیان، بنا شد، در طول قرون وسطی، چندین بار اصلاح و تغییراتی در آن ایجاد شد. از جمله توسعه آن توسط ابوالقاسم بن تمام در سال ۹۶۶ انجام شد به این ترتیب که این بنا در ابتدا به شکل چهار ضلعی بود و سپس به صورت ترکیبی از چهار ساختمان با دو حیاط داخلی بازسازی شد. همچنین یک پلکان مارپیچ با حدود صد پله منتهی به برج مراقبت وجود دارد که در شب، پیام‌های بصری با برج‌های رباط‌های همسایه رد و بدل می‌شد. برج‌های دیدبانی زیادی بین قرن‌های ۱۱ و ۱۳، ۱۷ و ۱۹ به منظور قرار دادن توپخانه اضافه شد. برج‌ها همچنین قابل بالا رفتن هستند و به بازدیدکنندگان اجازه می‌دهند از منظره شهر و ساحل لذت ببرند.
رباط علاوه بر اتاق‌های کوچکی که برای عبادت مجاهدین در حین انجام وظیفه نظامی، اختصاص داده شده‌است، دارای دو مسجد نیز می‌باشد که بزرگ‌ترین آن‌ها میزبان مجموعه‌ای بی‌نظیر از لوازم صنعتی سنتی در قرون وسطی است.